# Vlag van Piauí

Vlag van Piauí

De vlag van Piauí werd aangenomen op 24 juli 1922. De vlag bestaat uit dertien horizontale banen, afwisselend in groen en geel. In het blauwe kanton staat een witte ster met daaronder "13 DE MARÇO DE 1823".
De kleuren zijn afkomstig uit de vlag van Brazilië. Net als in de vlag van Maranhão symboliseert de witte ster de staat, terwijl het blauw de lucht symboliseert. De groene banden staan voor hoop; het geel staat voor de rijkdom aan grondstoffen.

## Voormalige vlaggen

Vlag van de provincie Piauí van voor 1922.
Vlag in gebruik van 1922 tot 1937, en 1946 tot 2005.